# The Uplift
The Uplift è un cortometraggio muto del 1916 sceneggiato e diretto da Clay M. Greene. Il film, prodotto dalla Lubin e distribuito dalla General Film Company, aveva come interpreti George Clarke, Helen Greene, Helen Weir, Francis Joyner.

## Produzione
Il film fu prodotto dalla Lubin Manufacturing Company.

## Distribuzione
Distribuito dalla General Film Company, il film - un cortometraggio di tre bobine - venne distribuito nelle sale statunitensi il 17 febbraio 1916.